# Camarea
A Camarea a Malpighiales rendjébe és a malpighicserjefélék (Malpighiaceae) családjába tartozó nemzetség.

## Rendszerezés
A nemzetségbe az alábbi 9 faj tartozik:
- Camarea affinis A.St.-Hil.
- Camarea axillaris A.St.-Hil.
- Camarea elongata Mamede
- Camarea ericoides A.St.-Hil. - típusfaj
- Camarea glazioviana Nied.
- Camarea hirsuta A.St.-Hil.
- Camarea humifusa W.R.Anderson
- Camarea sericea A.St.-Hil.
- Camarea triphylla Mart. ex A.Juss.

## Képek

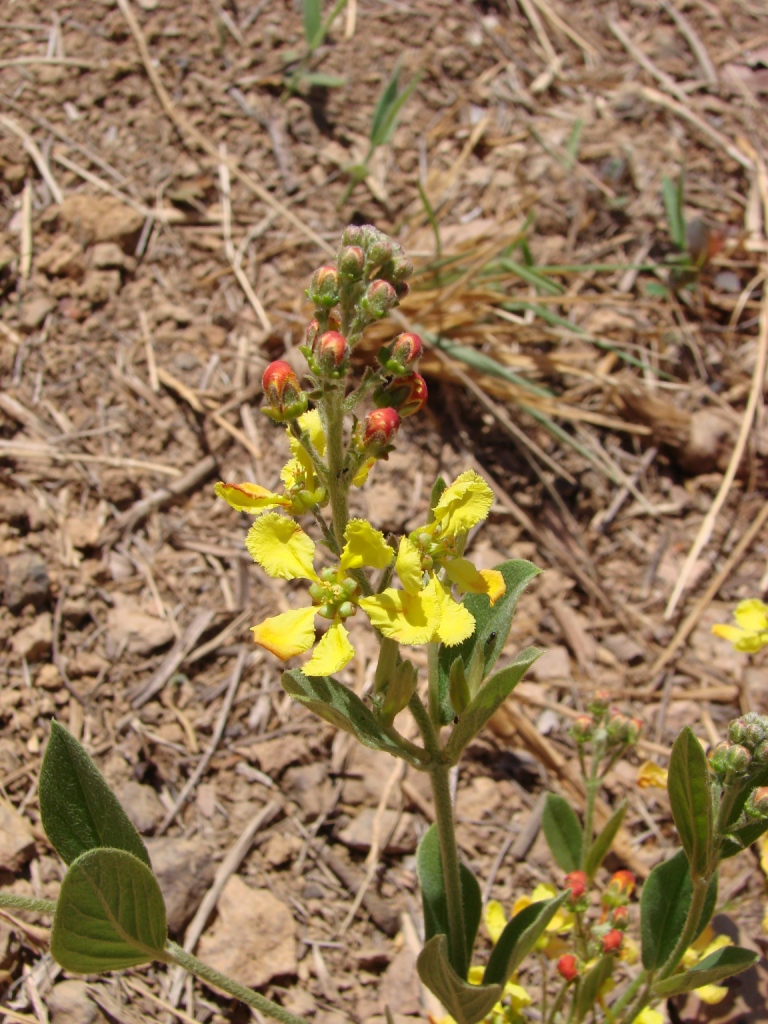
Camarea affinis
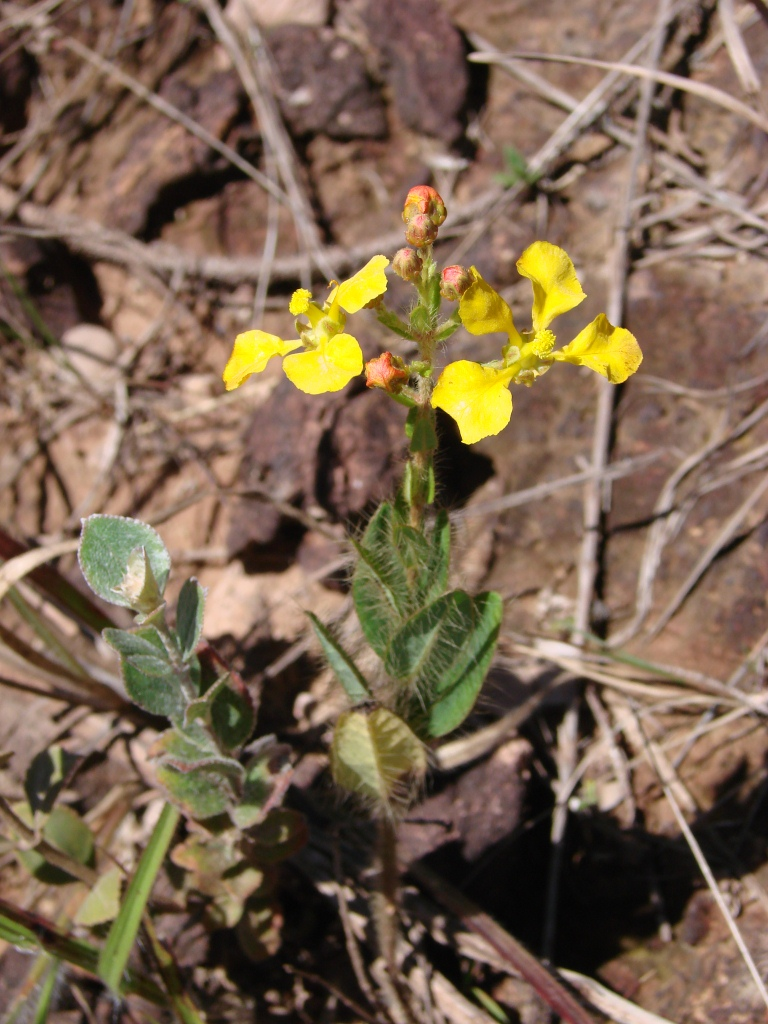
Camarea hirsuta